# Авъл Корнелий Мамула (претор 191 пр.н.е.)
Авъл Корнелий Мамула (на латински: Aulus Cornelius Mammula) е политик на Римската република от фамилията Корнелии, клон Мамула (Mammulae), вероятно син на Авъл Корнелий Мамула (претор 217 пр.н.е.).
Той е претор през 191 пр.н.е. и се бие против селевкида Антиох III Велики в Римско-сирийската война при Термопилите. През 190 пр.н.е. той е в провинция в Южна Италия и пропретор на Брутиум.